# Kandou (Zypern)
Kandou (griechisch Καντού, türkisch Çanakkale) ist eine Gemeinde im Bezirk Limassol in der Republik Zypern. Bei der Volkszählung im Jahr 2021 hatte sie 417 Einwohner.

## Lage und Umgebung

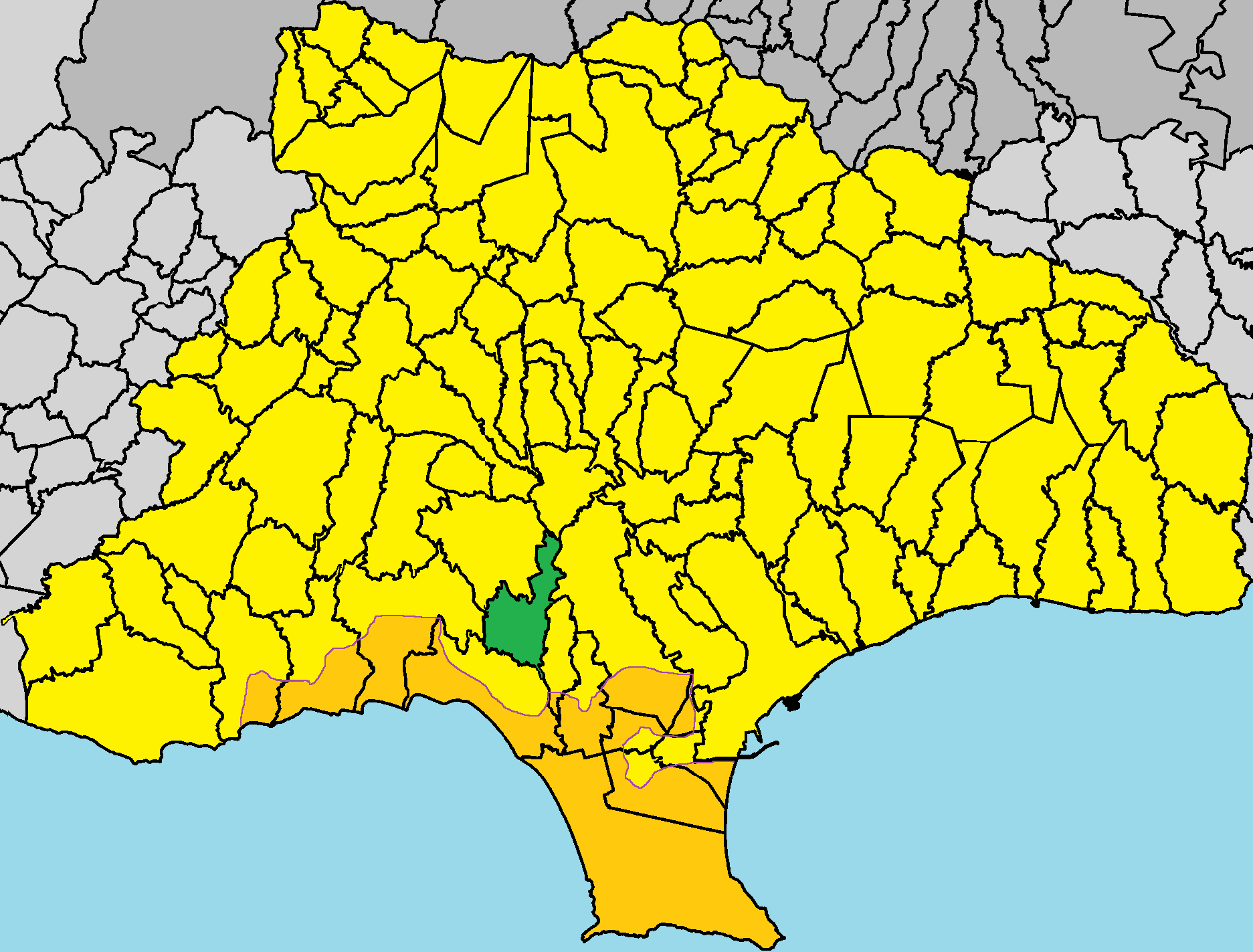
Lage im Bezirk Limassol

Kandou liegt im Süden der Mittelmeerinsel Zypern auf einer Höhe von etwa 135 Metern, etwa 15 Kilometer westlich von Limassol. Das etwa 11,5 Quadratkilometer große Dorf grenzt im Süden an Episkopi, im Südosten an Erimi und Ypsonas, im Nordosten an Alassa, im Norden an Souni-Zanakia und im Westen an Sotira. Im Osten befindet sich der Flusses Kouri. Kandou liegt an der E601 und unweit nördlich von der A6 entfernt.

## Geschichte
Ausgrabungen zufolge war das Gebiet seit der Jungsteinzeit besiedelt. Vor der Besetzung Zyperns durch die Türken (1571 n. Chr.) lebten griechische Zyprioten in Kandou. Diese Schlussfolgerung ergibt sich aus dem Vorhandensein mehrerer Kapellen in der Gegend, die im 15. Jahrhundert erbaut wurden. Nach der Eroberung Zyperns durch die Osmanen ließen sich Türken im Dorf nieder.

### Bevölkerungsentwicklung
Laut den in Zypern durchgeführten Volkszählungen waren die Einwohner von Kandou vor der türkischen Invasion von 1974 türkische Zyprioten. Im Jahr 1964 zogen türkische Zyprioten aus anderen Dörfern des Bezirks Limassol (Kilani, Silikou, Gerovasa, Kato Kivides, Malia) aufgrund der Unruhen zwischen den Gemeinden in andere Dörfer, darunter Kandou. Während der türkischen Invasion 1974 wurden die Einwohner von Kandou auf die britische Basis Akrotiri verlegt. Die meisten blieben dort bis Januar 1975, als im Rahmen des Bevölkerungsaustauschs die türkischen Zyprioten von Kandou in den nördlichen Teil Zyperns verlegt wurden, hauptsächlich nach Kato Zodia und Morfou. In den folgenden Jahren ließen sich griechisch-zypriotische Flüchtlinge im Dorf nieder.
| Jahr      | 1881 | 1891 | 1901 | 1911 | 1921 | 1931 | 1946 | 1960 | 1976 | 1982 | 1992 | 2001 | 2011 | 2021 |
| Einwohner | 150  | 164  | 202  | 233  | 234  | 247  | 329  | 513  | 648  | 583  | 400  | 397  | 349  | 417  |